# Macrobrachium danae
Macrobrachium danae är en kräftdjursart som först beskrevs av Heller 1865.  Macrobrachium danae ingår i släktet Macrobrachium och familjen Palaemonidae. Inga underarter finns listade i Catalogue of Life.